# Nguyễn Công Huy (cầu thủ bóng đá, sinh năm 1987)
Nguyễn Công Huy (sinh năm 1987 ở Thanh Hóa) là một cầu thủ bóng đá người Việt Nam hiện đang là tiền vệ của Thể Công.Vị trí sở trường của anh là tiền vệ lùi.

## Tuổi thơ
Có một câu chuyện vui vui mà những cậu học trò học cùng lớp với Công Huy ngày phổ thông hay kể cho nhau nghe rằng Huy "kiếm" chỉ thích lo việc xã hội hơn lo cho bản thân. Cả lớp đang làm bài kiểm tra cuối năm, thay vì lên bàn giáo viên nộp bài kiểm tra, Huy gửi thẳng cho cô giáo chủ nhiệm lá đơn xin được thi lần sau để ra sân đi… khiêng cáng cho các anh lớn trên đội 1 đang thi đấu.
Với Huy, tình yêu bóng đá vẫn là nhất, dù sau đó ai cũng biết điều đó có thể ảnh hưởng rất lớn tới việc học hành. Thế nên, các thầy cô trong ngôi trường cấp 3 Nguyễn Trãi nhiều khi cũng phải gật đầu "xé rào" cho cu cậu thoả niềm đam mê, dù lần đó Huy ra sân cũng chỉ làm nhiệm vụ trợ giúp cho nhân viên y tế. Sau này, khi nghĩ lại, Công Huy bảo lúc đó chỉ nghĩ việc được ra sân xem các anh thi đấu cũng đã sướng lắm rồi nhiều. Không được xem, tối về ngủ không nổi.
Năm 12 tuổi, Công Huy phải nhận một mất mát quá lớn khi bố đột ngột ra đi sau một ca tai nạn. Sau khi mất bố, Công Huy sống nhờ vào khả năng chạy chợ của mẹ. Thế nhưng, đến năm 17 tuổi thì Huy mất luôn cơ hội chơi bóng ở đội trẻ Thanh Hoá.

## Sự nghiệp bóng đá
Công Huy cùng lứa với những Mai Xuân Hợp, Mai Tiến Thành, Nguyễn Đại Đồng, Lê Văn Hợp, Văn Tuấn... nhưng Công Huy lại bị loại vào tháng 4 năm 2003 do bị cho là yếu về chuyên môn.
Thế nhưng, đối với Huy niềm đam mê bóng đá không bao giờ cạn.Công Huy vừa tập luyện vừa quyết tâm tìm đến với bóng đá lần nữa.Đầu tháng 9/2003 Công Huy xin tiền mẹ ra Hà Nội tìm đến CLB Thể Công xin thử việc. Tại đây, Huy gặp huấn luyện viên Đỗ Mạnh Dũng và ông đã kết ngay cầu thủ nhí nhưng có chí lớn nên đã đồng ý cho thử việc một thời gian. Sau 2 năm tập luyện tại Thể Công, năm 2006 Huy là một trong hơn 20 cầu thủ của đội bóng được chọn đi tập huấn tại Bulgaria và năm 2007 là Đức. Môi trường bóng đá chuyên nghiệp không chỉ giúp Huy học hỏi về chuyên môn, mà còn mở tầm nhìn cho anh về sự nghiệp của một cầu thủ nhà nghề. Công Huy không hề rượu bia, thuốc lá. Trở về nước, Công Huy lập tức được gọi vào đội 1 THể Công và thi đấu 20 trận của mùa giải.
Chơi ở vị trí tiền vệ trụ trung tâm, Huy ít nhiều bộc lộ được tố chất của một thủ lĩnh giữa sân. Để chuẩn bị cho các trận đấu quốc tế của U.23, huấn luyện viên Mai Đức Chung đã gọi Huy vào đội tuyển. Và tại Merdeca Cup 2008, Huy đã góp công lớn cùng đồng đội đem về ngôi vô địch sau nhiều năm chờ đợi. Đầu năm 2009, huấn luyện viên Henrique Calisto quyết định gọi anh cùng các đồng đội Nguyễn Ngọc Duy, Chu Ngọc Anh bổ sung vào thành phần đội tuyển Việt Nam chuẩn bị cho vòng loại Asian Cup. Khi được hỏi cảm tưởng về việc được triệu tập vào đội tuyển, Công Huy tự tin: "Thật ra, việc được gọi vào ĐTQG là mơ ước của bất cứ cầu thủ nào. Thế nhưng, so với lần được gọi vào U.23 thì tôi không hồi hộp bằng. Lần này tôi không còn bỡ ngỡ, rụt rè như lần trước nữa mà ngược lại tôi thấy tự tin hơn hẳn. Hơn nữa, ngay buổi đầu lên tập trung, huấn luyện viên Calisto đã gặp và trò chuyện, hỏi han khiến chúng tôi yên tâm".